# Великий Олексин
Вели́кий Олексин — село в Україні, у Рівненському районі Рівненської області. Населення становить 3467 осіб.

## Історія
На лівому березі річки Устя розкинулось село Великий Олексин. Уперше про село сповіщає акт 1562 року. Тоді у Великому Олексині було проведено реєстр майна Григорія Чаплича-Шпанівського, за яким нараховували 55 димів, 14 ланів, 8 городів. Тут тільки інколи трапляється горбиста місцевість, а здебільшого низина. Великий Олексин (колись Старий Олексин, або просто Олексин) заснований на початку XIV ст. на так званих «Воль» — земельних наділів, звільнених на той час від податків. Існувало і село Новий Олексин(зараз Малий Олексин) трохи південніше на шляху до с. Шпанів.
Назва «Олексин» пішла від імені Олекса. Кажуть цей Олекса мав титул начальника дозорців, за що йому дали тут землі. У західній околиці Великого Олексина неподалік залізниці, активно розбудовується дільниця «Посьолок» де в 1873 році збудований цукровий завод. Неподалік був ліс князя Радзивілла. Він тримав звіринець. Ліс зрубали, а на місті нього заклали цегельню для будівництва цукрового заводу
.

## Релігія

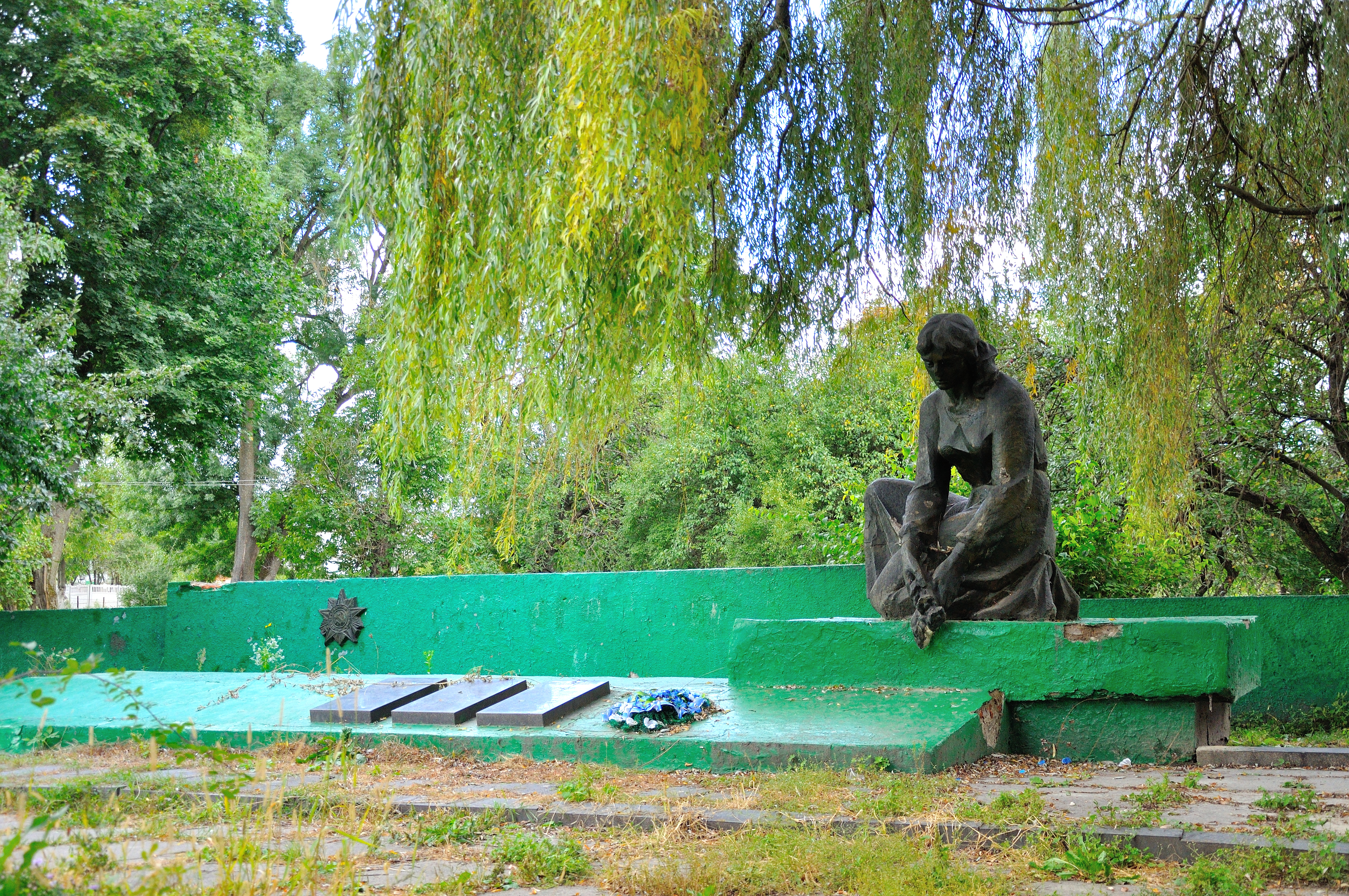
Пам'ятник воїнам-землякам, С. Великий Олексин,.jpg

- Пам'ятник воїнам-землякам, С. Великий Олексин,.jpg УПЦ МП Церква Різдва Пресвятої Богородиці Українська Православна Церква московського патріархату.

У 1776 році на кошти жителів села Великий Олексин на місті каплиці будується церква Різдва Пресвятої Богородиці. У той час у с. Зозів постраждала від пожежі церква. З храму с. Зозів було перевезено у с. Великий Олексин уцілілі церковні речі, ікони. Храм побудували невеликий, дерев'яний. Біля церкви було збудовано дерев'яну дзвіницю висотою 14 метрів. Тоді ж була побудована дерев'яна церковна хата.
У 1803 році на прихід було призначено Федора Садовського.

## Відомі люди

### Народились
- Кощей Людмила Фіногенівна (* 1968) — українська легкотлетка, майстер спорту України міжнародного класу, спеціалізувалася в бігу на 60, 100, 200, та 400 метрів.
- Плеван Сергій Теодорович — радянський військовик, учасник афганської війни, кавалер ордена Червоної Зірки (посмертно).